# Tomasz Wierzba
Tomasz Henryk Wierzba (ur. 15 marca 1958, zm. 7 czerwca 2022) – polski lekarz fizjolog, dr hab.

## Życiorys
Studiował na Wydziale Lekarskim Akademii Medycznej w Gdańsku, w 1992 obronił pracę doktorską, 23 października 2008 habilitował się na podstawie pracy zatytułowanej Wpływ ograniczenia mechanizmów wolnorodnikowych na regulację krążenia i wydolność fizyczną u szczurów z nadciśnieniem tętniczym. Został zatrudniony na stanowisku profesora nadzwyczajnego w Katedrze Nauk Przyrodniczych na Wydziale Wychowania Fizycznego Akademii Wychowania Fizycznego i Sportu im. Jędrzeja Śniadeckiego w Gdańsku, w Wyższej Szkole Zdrowia w Gdańsku oraz na Wydziale Zamiejscowym w Sopocie Szkole Wyższej Psychologii Społecznej w Warszawie.
Był adiunktem i kierownikiem w Katedrze i Zakładzie Fizjologii na Wydziale Lekarskim Gdańskiego Uniwersytetu Medycznego.
Zmarł 7 czerwca 2022, pochowany na Cmentarzu Srebrzysko w Gdańsku.

## Wyróżnienia
- 2013 Złoty Medal za Długoletnią Służbę[1][3]